# 애리조나주의 통계 지구

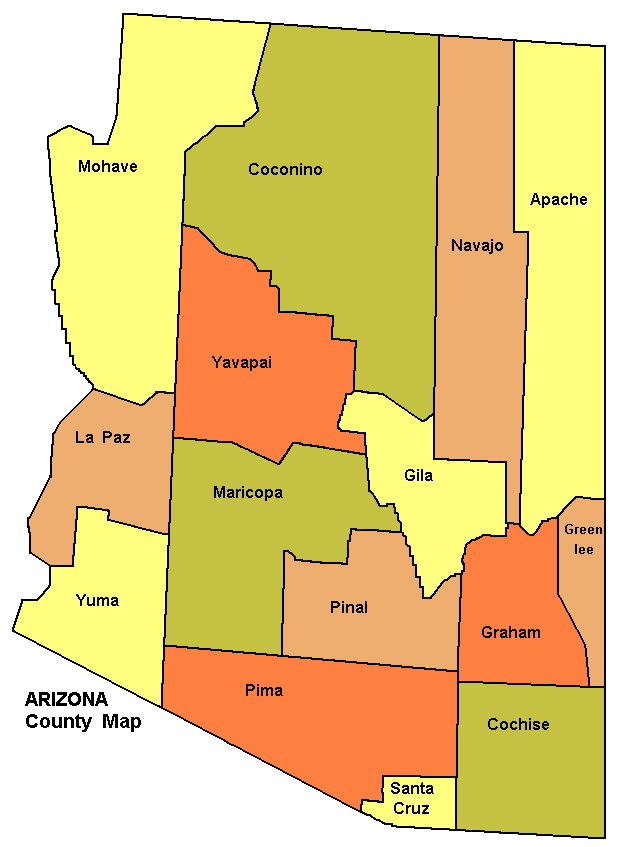
애리조나 주의 군들

애리조나의 주기

애리조나의 통계 지구(Arizona Statistical Area)는 애리조나 주에 있는 통계 지구이다.

## 배치도
| 복합 통계 지구     | 인구      | 핵심 기반 통계 지구        | 인구      | 군         | 인구      |
| ------------------ | --------- | -------------------------- | --------- | ---------- | --------- |
| 피닉스-메사 지구   | 5,002,221 | 피닉스-메사-챈들러 지구    | 4,948,203 | 매리코파   | 4,485,414 |
| 피닉스-메사 지구   | 5,002,221 | 피닉스-메사-챈들러 지구    | 4,948,203 | 파이날     | 462,789   |
| 피닉스-메사 지구   | 5,002,221 | 페이슨 지구                | 54,018    | 힐라       | 54,018    |
| 투손-노갈레즈 지구 | 1,093,777 | 투손 지구                  | 1,047,279 | 피머       | 1,047,279 |
| 투손-노갈레즈 지구 | 1,093,777 | 노갈레즈 지구              | 46,498    | 샌타크루즈 | 46,498    |
| 없음               | 없음      | 프레스콧밸리-프레스콧 지구 | 235,099   | 야바파이   | 235,099   |
| 없음               | 없음      | 유마 지구                  | 213,787   | 유마       | 213,787   |
| 없음               | 없음      | 레이크하바수시티-킹맨 지구 | 212,181   | 모하비     | 212,181   |
| 없음               | 없음      | 플래그스태프 지구          | 143,476   | 코코니노   | 143,476   |
| 없음               | 없음      | 시에라비스타-더글러스 지구 | 125,922   | 코치스     | 125,922   |
| 없음               | 없음      | 쇼로 지구                  | 110,924   | 나바호     | 110,924   |
| 없음               | 없음      | 새퍼드 지구                | 38,837    | 그레이엄   | 38,837    |
| 없음               | 없음      | 없음                       | 없음      | 아파치     | 71,887    |
| 없음               | 없음      | 없음                       | 없음      | 라파즈     | 21,108    |
| 없음               | 없음      | 없음                       | 없음      | 그린리     | 9,498     |
| 애리조나           | 애리조나  | 애리조나                   | 애리조나  | 애리조나   | 7,278,717 |

## 참고
- 인구 수는 2019년 기준이며 단위는 '명'이다.
- 매리코파군은 애리조나주 행정 기관들이 있는 피닉스가 있기 때문에 굵은 글씨로 표기했다.

## 같이 보기
- 대도시 통계 지구